# Île Double (Nouvelle-Calédonie)
L’île Double est un îlot de Nouvelle-Calédonie